# Al-Fajr (journal palestinien)
Ne pas confondre avec le journal égyptien : Al Fagr.
Pour les articles homonymes, voir Fadjr.
Al-Fajr (الفجر, « L'aube » en français), appelé aussi al-Fajr al-Arabi, était un journal de langue arabe publié à Jérusalem-Est, la plupart de ses années édité par Hanna Seniora. Al-Fajr a soutenu l'OLP et plus tard les initiatives de paix. Le journal a également connu une édition en anglais, et pendant une courte période une version hebdomadaire en hébreu.
On ne le confondra pas avec ses homonymes Al-Fajr, un magazine culturel hebdomadaire créé en 1935 à Jaffa, ni avec le mensuel littéraire créé en 1958 par le Mapam,.

## Histoire
Le journal a été publié pour la première fois en 1971, par Yosef (Joe) Nasser et Jamil Hamid, initialement sous forme d'hebdomadaire. Les deux faisaient partie d'un groupe de jeunes qui, dans les premières années après la guerre des Six Jours, voulaient encourager « l'entité palestinienne » locale dans les territoires et rompre avec l'influence de la Jordanie. Ils ont présenté une position modérée et ont cherché à établir un État palestinien aux côtés d'Israël. La volonté de rompre avec l'influence jordanienne a remis en question les dirigeants existants dans les territoires, dont la plupart étaient nommés par les autorités jordaniennes. En novembre 1972, ils ont même demandé à la police israélienne l'autorisation d'organiser une manifestation contre le régime en Jordanie, pour protester contre le fait qu'il représentait les Palestiniens aux Nations unies tout en travaillant simultanément à « détruire l'entité palestinienne ». Nasser a vécu plusieurs années aux États-Unis et sa sœur a épousé un homme d'affaires américain d'origine palestinienne, Paul Ajluni, qui a financé sa création. L'un des premiers entretiens qu'ils ont menés remonte à février 1972 avec Meir Kahane, alors chef du Ligue de défense juive qui avait émigré des États-Unis quelques mois auparavant.
Le 16 avril 1973, Nasser et Hamid ont été arrêtés par les autorités israéliennes, après avoir publié un reportage selon lequel des membres de l'Administration générale des renseignements de Jordanie ont rencontré les services de renseignement israéliens à l'hôtel Neptune à Eilat environ un mois avant l'opération du Printemps de la jeunesse (en) et leur ont donné des informations qui ont conduit au succès de l'opération. De plus, ils ont publié un poème écrit par la mère de Kamal Nasser, un poète chrétien palestinien de Bir Zeit qui a été tué par les FDI lors d'une opération. Au bout d'une semaine, ils ont été libérés sur ordre du juge Yehuda Cohen (en). En juin 1973, ils annoncent que le journal paraîtra quotidiennement.
Fin 1973, le journal commence à publier une série d'articles dénonçant Muhammad Ali Ja'abari (en), qui a été maire d'Hébron pendant des décennies, et a soutenu l'annexion de la Cisjordanie au Royaume de Jordanie lors du Congrès de Jéricho en décembre 1948. Le journal l'accuse de collaborer avec les autorités israéliennes et l'appelle même « Le cheikh de l'occupation ». Entre autres choses, ils l'ont condamné pour avoir approuvé l'installation d'un hangar pour les fidèles juifs dans le Caveau des Patriarches, pour ne pas avoir lutté contre l'expropriation des terres en faveur de l'établissement de Kiryat Arba, et pour avoir accepté de le plan d'établissement de l'Administration civile israélienne. En février 1974, Yosef Nasser disparaît, sa sœur accuse les hommes de Jabari de l'avoir kidnappé.
Après la disparition de l'éditeur, son cousin Hanna Seniora a repris la direction du journal. Le Ministère de la Défense et le Ministère de l'Intérieur n'ont pas autorisé Seniora à être l'éditeur du journal, d'abord au motif qu'il n'était pas légalement inscrit comme éditeur, puis au motif qu'il vendait des médicaments sans autorisation lorsqu'il était pharmacien,. Après qu'il a déposé une requête auprès de la Haute Cour par l'intermédiaire de l'avocate Felicia Langer, les autorités israéliennes ont autorisé la publication du journal. En 1977, il a annoncé qu'il publierait un hebdomadaire en hébreu « qui serait destiné au public israélien », dans lequel seront publiés des articles d'écrivains juifs et arabes. L'hebdomadaire en hébreu est publié pour la première fois en septembre 1982, édité par Ziad Abu Zayyad (en), et est fermé pour des raisons financières après une  période de quinze mois seulement,. Une version hebdomadaire en anglais paraît jusqu'en 1993.
Au début des années 1980, Al-Fajar, édité par Seniora, a adopté la ligne politique du mouvement Fatah, et il était le représentant officieux de l'organisation à Jérusalem. Seniora a présenté une ligne modérée et a appelé à un compromis territorial basé sur les frontières de 1967. En 1985, il fait partie des représentants locaux que l'État d'Israël accepte de faire participer à une délégation jordano-palestinienne pour des négociations politiques sous l'égide des États-Unis,. En décembre 1985, il participe à une simulation sur l'avenir des négociations, organisées par l'ancien ministre des Affaires étrangères Abba Eban. Pendant cette période, des politiciens et diplomates étrangers le rencontrent en tant que représentant de l'OLP à Jérusalem. Il rencontre entre autres le Premier ministre britannique Margaret Thatcher lors de sa visite en Israël en mai 1986, le ministre français des Affaires étrangères Roland Dumas et le ministre allemand des Affaires étrangères Hans-Dietrich Genscher. En avril 1986, il a participé à une conférence de paix à l'hôtel "Park" à Hébron, à laquelle assistaient les membres de la Knesset Yossi Sarid, Shulamit Aloni et Uri Avnery. Sur le chemin de la conférence, les colons de Kiryat Arba et d'Hébron ont dressé des barrières de pierres et les ont attaqués. Le chef du commandement central, Ehud Barak, est arrivé sur les lieux et les a secourus,,.
Dans son livre In the land of Israel, un livre de voyage documentaire de 1983, l'écrivain Amos Oz a consacré un chapitre entier au journal. Dans l'épisode intitulé « The Dawn », Oz se rend au bureau du journal et s'entretient avec les journalistes d'al-Fajr. Les reporters expriment des positions modérées sur le conflit, mais aussi très pessimistes sur leur avenir et celui du pays. Leurs positions sont également présentées par rapport à la solution « un État binational » par rapport à la solution « deux États pour deux peuples ». De plus, la question de l'identité des Arabes israéliens est posée. L'un des journalistes souligne qu'il est israélien, pas palestinien. Oz a parlé dans cet épisode du journal Ha-Shahar (en) (qui signifie aussi « l'aube » en hébreu) de Peretz Smolenskin, et a soulevé la question : est-il permis de comparer les deux journaux ? Et par extension : est-il permis de comparer la lutte palestinienne pour l'indépendance avec le mouvement sioniste ?
En novembre 1984, Yehuda Richter, membre du mouvement Kach et de l'organisation Terror Neged Terror, est condamné à cinq ans de prison pour avoir incendié le journal et tiré sur un bus transportant des travailleurs palestiniens.
Après avoir annoncé son intention de présenter sa candidature pour la municipalité de Jérusalem lors des élections municipales de 1988, Segnora a finalement décidé de ne pas participer aux élections.
En 1989, l'homme d'affaires Paul Ajloni, éditeur du journal, a menacé de cesser d'imprimer al-Fajr, en raison des lourdes pertes financières que représente sa parution. Le journal a fermé en 1993, faute de subventions.